# رشيدة داتي
رشيدة داتي (بالفرنسية:Rachida Dati)، وُلدت في 27 نوفمبر 1965، هي سياسية فرنسية وقاضية سابقة من أصل مغربي، تشغل منصب وزيرة الثقافة منذ يناير 2024 في حكومة غابرييل أتال، وكذلك في حكومتي ميشيل بارنييه وفرانسوا بايرو.  
شغلت داتي سابقًا منصب وزيرة العدل من 2007 إلى 2009 في عهد الرئيس نيكولا ساركوزي. وهي عضو في حزب الجمهوريين، وكانت أيضًا نائب في البرلمان الأوروبي من 2009 إلى 2019، حيث مثّلت منطقة إيل دو فرانس. كما عملت كمتحدثة باسم ساركوزي خلال حملته الرئاسية لعام 2007، وبعد فوزه، عينها في الحكومة.  
انتُخبت داتي لمنصب عمدة الدائرة السابعة في باريس عام 2008، وهو العام نفسه الذي انضمت فيه إلى مجلس باريس. وفي الانتخابات البلدية لباريس عام 2020، ترشحت لمنصب عمدة باريس ضد العمدة الحالية آن هيدالغو، لكنها لم تفز. وبعد الانتخابات، تولت منصب زعيمة المعارضة في مجلس باريس.

## النشأة
ولدت في 27 نوفمبر 1965 في سان ريمي (وسط شرق) لعائلة مهاجرة متواضعة وهي ابنة عامل مغربي وأم جزائرية وهي ثاني مولود من بين إخوانها وأخواتها البالغ عددهم 11 . نشأت في حي فقير وعملت مساعدة ممرضة من حين لآخر لتمويل دراستها. وكانت تهتم بأشقائها وشقيقاتها وهي الثانية من بين ثماني بنات وأربعة فتيان وتثابر على دراستها في الوقت نفسه.سبق لداتي الزواج إلا أنها مطلقة. كما أنها أنجبت في يناير 2009 مولودة أنثى وهي العائل الوحيد لها.
التحقت بالمدرسة الوطنية للقضاء للدراسة القانون. تحصلت كذلك على ماجستير في القانون العام وماجستير في العلوم الاقتصادية (إدارة الشركات) 

## حياتها المهنية
عملت في الشركة النفطية الفرنسية الكبرى «إلف» ومجموعة ماترا للاتصالات وعملت كقاضية في العام 1987.

### انضمامها لساركوزي
أبدت تصميماً قوياً للاقتراب من ساركوزي والالتحاق بفريقه. وقالت يوماً لوكالة فرانس برس: «كنت أرغب في العمل معه فكتبت له ولم أتلق رداً فكتبت ثانية ولا من رد. وبما أنني كنت مصرة حقاً كتبت له مرة ثالثة فرد عليّ حينها»[بحاجة لمصدر]. واستقبل ساركوزي الذي كان وزير القاضية صاحبة السيرة الذاتية الطويلة، فقرأ وأصغى واقتنع ووظفها. وأكدت «انه لا ينظر إليّ على أنني خادمة عربية» وإهمالها لبعض مواعيد العمل لصالح اللقاءات الرسمية، وإصرارها على الرسميات أثناء سفرها للخارج

### مسؤولة للحد من حوادث الشغب
استدعاها وزير الداخلية آنذاك نيكولا ساركوزي، عام 2002 وعينها مسؤولة في مبادرته التي أطلقها لمكافحة الجريمة بسبب الاضطرابات التي حدثت في ضواحي باريس الفقيرة. وكلفت في وزارة الداخلية بإعداد قانون للحد من الجنح بين 2005 و2006.

### دخولها حزب الاتحاد من أجل حركة شعبية
في ديسمبر 2006 التحقت بصفوف حزب الاتحاد من أجل حركة شعبية بزعامة نيكولا ساركوزي.

### متحدثة باسم ساركوزي كمرشح لرئاسة فرنسا
وفي 14 يناير 2007 تولت القاضية رشيدة منصب الناطقة باسم ساركوزي خلال المعركة الانتخابية الرئاسية. وفي غضون بضعة أشهر شكلت ثقلاً دفعها اليوم إلى الواجهة بعدما عملت في الخفاء في المكاتب الوزارية في خدمة ساركوزي المتمسك «بالتمييز الإيجابي» بشدة[بحاجة لمصدر]. وفي دليل على نجاحها نشرت مجلة «لو بوان» صورتها على صفحتها الأولى وهي تبتسم وترمز لجيل «موجة ساركوزي» الجديد.

### وزيرة للعدل في فرنسا
عينت رشيدة الداتي ذات الواحد والأربعون عاما حينها، في 18 مايو 2007 كوزيرة للعدل في فرنسا لتكون أول شخصية متحدرة من الهجرة المغاربية تتولى وزارة كبيرة بعدما تعرف عليها الفرنسيون عبر وسائل الإعلام خلال حملة الانتخابات الرئاسية إلى جانب نيكولا ساركوزي. ويتعين على القاضية التي أصبحت وزيرة أن تنفذ مشروعات الإصلاح التي وعد بها «مديرها» الذي يريد خصوصاً «معاقبة صارمة» لمرتكبي أعمال العنف الذين يعاودون الكرة والذي كان يقيم عندما كان وزير الداخلية علاقات متوترة مع القضاة.[بحاجة لمصدر]. كادت بعض الفضائح تحطم مسيرتها السياسية خاصة بعد اكتشاف تورط أحد أشقائها في عمليات إجرامية.[بحاجة لمصدر] توجه الكثير من الانتقادات لرشيدة داتي بسبب بعض التصرفات من قبلها كاستخدام طائرات الرئيس الفرنسي للتنقل وولعها بحياة البذخ والثراء.

## حياتها الخاصة
في نوفمبر 1992، تزوجت رشيدة داتي من صديق للعائلة من الجزائر، وهو زواج وصفته بأنه "خالٍ من أي قواسم مشتركة"، وذلك لإنهاء "الضغوط المستمرة" التي تعرضت لها من قبل عائلتها، معتبرةً أنه كان "زواجًا قسريًا". وبعد شهر واحد فقط، تقدمت بطلب لإلغاء الزواج، وصدر الحكم الرسمي بإبطاله في عام 1995.  
وفي سبتمبر 2008، أعلنت داتي عن حملها مؤكدةً أنها ستكون أمًا عازبة. وجاء إعلانها أثناء حديثها مع مجموعة من الصحفيين الذين طرحوا عليها أسئلة بشأن الشائعات المتزايدة حول الأمر، حيث قالت: "أريد أن أظل حذرة، لأن (...) لا زلت في منطقة الخطر. أنا في الثانية والأربعين من عمري". أنجبت ابنتها في يناير 2009، لكنها لم تفصح عن هوية والد الطفلة، مما أدى إلى انتشار تكهنات واسعة في الصحافة المعنية بالمشاهير. كما تعرضت لعدة حالات إجهاض قبل إنجاب ابنتها.
وفي عام 2012، رفعت داتي دعوى قضائية ضد دومينيك ديسين [الإنجليزية]، الرئيس التنفيذي لمجموعة Lucien Barrière، إحدى كبرى الشركات في قطاع الكازينوهات في فرنسا وسويسرا وأوروبا، مطالبةً بإثبات أبوته لطفلتها. وفي ديسمبر من العام نفسه، أصدرت محكمة فرنسية أمرًا يُلزم ديسين بالخضوع لاختبار الأبوة للتحقق مما إذا كان والد ابنتها. وبعد رفضه إجراء الاختبار، أصدرت المحكمة في 7 يناير 2016 حكمًا يؤكد أنه الأب البيولوجي للطفلة.

## جوائز
في نوفمبر 2016، أُدرج اسم رشيدة داتي ضمن قائمة 100 امرأة الصادرة عن هيئة الإذاعة البريطانية، حيث تم الإشادة بها لدورها في "تمهيد الطريق أمام النساء المسلمات والأقليات في فرنسا".